# 摩纳哥地理
摩纳哥公国，位于欧洲西南部，三面被法国国土包围，南临地中海。国土狭长，东西长约３公里，南北最窄处仅200米。面积1.95平方公里，是世界上面积第二小和人口密度最大的国家。为了解决土地不足问题，摩纳哥自1861年起一直致力填海造地，以增加国土面积解决土地需求。
摩纳哥中心距意大利16公里，东北距法国尼斯约13公里。境内多山，最高点位于阿热尔山山坡，摩法边界处的Chemin des Révoires道路上，海拔161米。

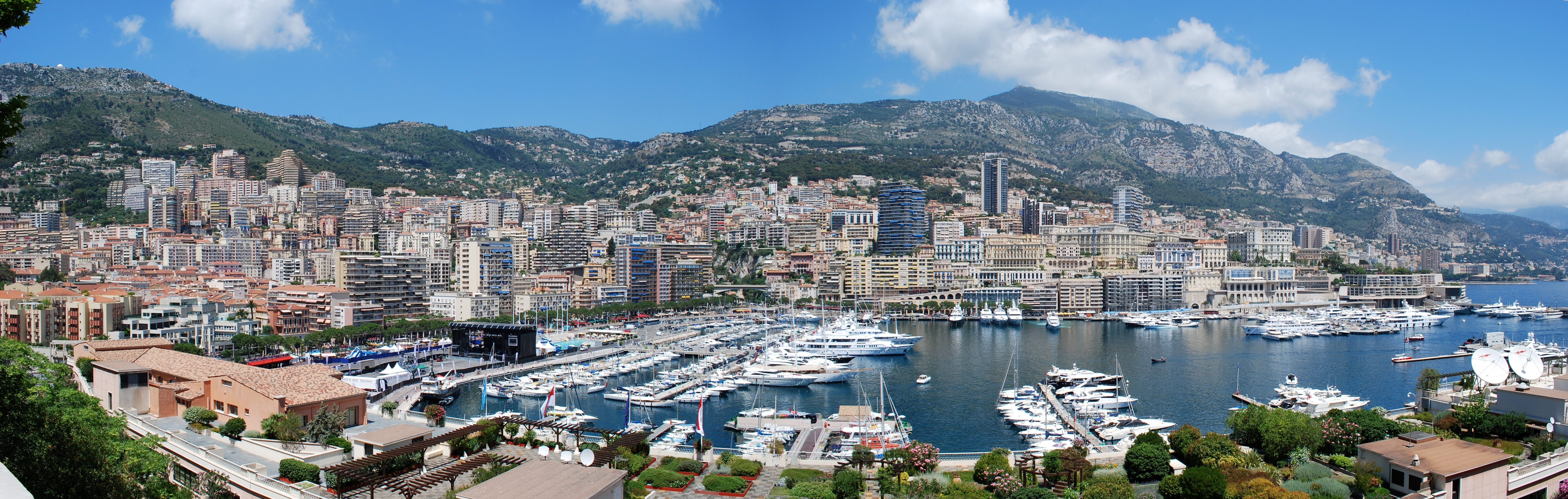
摩纳哥拉孔达米讷全景。

摩纳哥气候属地中海型亚热带气候。